# Miljukow-Note
Die Miljukow-Note ist ein Dokument, mit dem die russische Regierung am 18. Apriljul. / 1. Mai 1917greg. Befürchtungen der westlichen Alliierten entgegentrat, Russland strebe im Ersten Weltkrieg einen Separatfrieden mit Deutschland an. Benannt wurde sie nach Pawel Nikolajewitsch Miljukow, der von März bis Mai 1917 das Amt des Ministers für Auswärtige Angelegenheiten innehatte.

## Politischer Hintergrund
Nach der Februarrevolution 1917 hatte sich in Petersburg die sogenannte „Doppelherrschaft“ etabliert. Auf der einen Seite stand die bürgerliche „Provisorische Regierung“, auf der anderen Seite der Petrograder Sowjet der Arbeiter- und Soldatendeputierten. Letzterer strebte eine umgehende Beendigung des Krieges mit Deutschland an, während die „Provisorische Regierung“ trotz Hungers und Kriegsmüdigkeit der Bevölkerung an seiner Fortsetzung festhielt, wie dies der Westen verlangte.
In dieser schwierigen Konstellation bemühte sich Pawel Nikolajewitsch Miljukow, seit März 1917 russischer Außenminister, um die internationale Anerkennung Russlands und die Aufrechterhaltung der im Frühjahr 1915 von England und Frankreich zugestandenen Garantie der russischen Kontrolle Konstantinopels und der türkischen Meerengen Bosporus und Dardanellen. Voraussetzung hierfür war die Zusicherung, dass Russland an der alliierten Konzeption des „Siegfriedens“ mitwirkt und sich nicht mit Deutschland auf einen Separatfrieden nach der Formel „Frieden ohne Annexionen und Kontributionen“ einigt.
Mit seiner eigensinnigen Außenpolitik, zu deren Zielen neben den bereits genannten auch noch der Anschluss von Ostgalizien und die russische Schutzherrschaft über Armenien gehörten, geriet Miljukow immer stärker in Gegensatz zu seinen liberaleren Kabinettskollegen, darunter Alexander Kerenski. Den entstandenen Streit schlichtete schließlich Ministerpräsident Fürst Georgi Lwow, der Miljukow zwar das Vertrauen aussprach, ihn aber stärker in die Disziplin nahm.

## Entstehungsgeschichte der Miljukow-Note
Ausgangspunkt für die Miljukow-Note war eine Deklaration vom 27. Märzjul. / 9. April 1917greg., in der sich Provisorische Regierung und Exekutivkomitee des Petrograder Sowjets in der Frage des Krieges auf ein gemeinsames außenpolitisches Programm geeinigt hatten. Die Deklaration diente zunächst nur als innenpolitisches Instrument, um der murrenden Bevölkerung die Grundsatzentscheidung gegen einen Separatfrieden verständlich zu machen. Unter dem Druck der Sozialrevolutionäre und Kerenskis war Miljukow gegen seinen Willen gezwungen, die Deklaration im Rahmen einer Note an die Verbündeten weiterzuleiten.
Unter dem Druck der inneren und äußeren Umstände richtete Miljukow am 18. Apriljul. / 1. Mai 1917greg. ein Zirkulartelegramm an die diplomatischen Vertreter Russlands mit der Anweisung, den westlichen Regierungen den Text der Deklaration vom 27. Märzjul. / 9. April 1917greg. weiterzuleiten. Die Verzögerung bei der Weiterleitung ist möglicherweise auch der Grund, dass in manchen Quellen die Note auf den 20. Apriljul. / 3. Mai 1917greg. datiert wird. Kernaussagen der Note waren die Absage an einen Separatfrieden und die Bekräftigung, dass Russland seine Verpflichtungen erfüllen und im Bündnis mit den Alliierten auf einen Siegfrieden hinarbeiten werde.

## Folgen
Die Bevölkerung in Petrograd reagiert auf die erneute Proklamation des „Siegfriedens“ mit Demonstrationen und Streiks und fordert einen „Frieden ohne Annexionen und Kontributionen“. Die hieraus resultierende innenpolitische Krise, die zum Rücktritt von Kriegsminister Alexander Gutschkow am 29. Apriljul. / 12. Mai 1917greg. und schließlich am 2. Maijul. / 15. Mai 1917greg. von Außenminister Miljukow führte, ging als Aprilkrise in die Annalen ein.